# Eulophia gracilis
Eulophia gracilis là một loài lan phân bố ở vùng phía tây châu Phi nhiệt đới đến Angola.

## Tên đồng nghĩa
- Galeandra gracilis (Lindl.) Lindl.
- Graphorkis gracilis (Lindl.) Kuntze
- Limodorum ciliatum Schumach.
- Galeandra extinctoria Lindl.
- Eulophia ciliata (Schumach.) Rchb.f.
- Graphorkis ciliata (Schumach.) Kuntze
- Eulophia preussii Kraenzl.
- Eulophia laurentiana Kraenzl.
- Eulophia virens A.Chev.